# Liv Kristine
Liv Kristine Espenæs, känd som Liv Kristine, född 14 februari 1976 i Stavanger, Norge, är en norsk musiker och sångerska inom gothic metal och symphonic metal. Hon var tidigare medlem i Theatre of Tragedy, men bildade senare Leaves' Eyes tillsammans med medlemmar från bandet Atrocity där hon tidigare sjöng efter att ha fått sparken från Theatre of Tragedy. Liv Kristine har även givit ut soloskivor.
Liv Kristine var tidigare gift med Leaves' Eyes manliga sångare Alexander Krull, och tillsammans har de en son. Liv Kristine och hennes syster Carmen Elise Espenæs är sångare i det tysk-norska symphonic metal-bandet Midnattsol, Carmen Elise från 2002 och Liv Kristine från 2017.
Hon har bland annat varit gästsångerska hos symphonic gothic metal-bandet Delain och extreme metal-bandet Cradle of Filth.

## Diskografi

### Med Theatre of Tragedy
Album
- Theatre of Tragedy (1995)
- Velvet Darkness They Fear (1996)
- Aégis (1998)
- Theatre of Tragedy Shape (1999)
- Musique (2000)
- Closure:Live (2001)
- Assembly (2002)

EPs
- A Rose For the Dead (1997)
- Inperspective (2000)

Singlar
- "Der Tanz Der Schatten" (1996)
- "Cassandra" (1998)
- "Image" (2000)
- "Machine" (2000)

### Med Leaves' Eyes
Album
- Lovelorn (2004)
- Vinland Saga (2005)
- Legend Land (2006)
- We Came with the Northern Winds - En Saga I Belgia (CD/DVD, 2009)
- Njord (2009)
- King Of Kings (2015)

Singlar
- "Into Your Light" (2004)
- "Elegy" (2005)

### Solo
- Deus ex Machina (1998)
- Enter My Religion (2006)
- Skintight (2010)
- Libertine (2012)
- Vervain (2014)

EP
- Fake a Smile (2006)

Singlar
- "3am" (1998)
- "Take Good Care" (1998)
- "3am" – "Fanedition" (1999)
- "One Love" (1999)
- "Fake a Smile" (2006)
- "Over the Moon" (2006)
- "Trapped in Your Labyrinth" (2006)
- "Skintight" (2010)
- "Paris Paris" (2012)
- "Love Decay" (med Michelle Darkness) (2014)

### Med Midnattsol
Album
- The Aftermath (2018)